# Veronica canterburiensis
Veronica canterburiensis är en grobladsväxtart som beskrevs av Joseph Beattie Armstrong.
Veronica canterburiensis ingår i släktet veronikor och familjen grobladsväxter. Inga underarter finns listade i Catalogue of Life.